# Calamaria ceramensis
Espèce
Calamaria ceramensis  est une espèce de serpents de la famille des Colubridae.

## Répartition
Cette espèce est endémique des Moluques en Indonésie. Elle se rencontre sur Céram, sur Saparua et sur Ambon.

## Étymologie
Son nom d'espèce, composé de ceram et du suffixe latin -ensis, « qui vit dans, qui habite », lui a été donné en référence au lieu de sa découverte, Céram, l'ancien nom de l'île de Seram.

## Publication originale
- De Rooij, 1913 : Praeda itineris a L.F. de Beaufort in Archipelagoindico facti ann. 1909-1910, III. Reptilien. Bijdragen Tot De Dierkunde, vol. 19, p. 15-29.